# Luis María Lasúrtegui
Luis Mari Lasurtegui Berridi, španski veslač, * 28. marec 1956, Pasaia, Guipúzcoa.
Berridi je za Španijo nastopil na Poletnih olimpijskih igrah 1980, 1984 in 1988. 
Na svojih drugih igrah je v dvojcu brez krmarja osvojil srebrno medaljo. Njegov veslaški partner takrat je bil Fernando Climent. 